# Сталин и религия

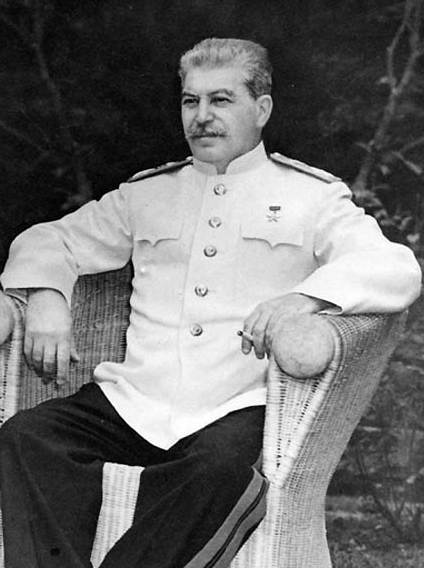
И. В. Сталин, 1945

Отношение Иосифа Сталина к религии менялось со временем. В то же время, его отличала последовательность в части преследования прагматических целей выживания и экспансии коммунистического режима. Некоторым исследователям отношение Сталина к религии представляется неоднозначным.

## Стихотворения Сталина и его религиозность
Целый ряд современных зарубежных и отечественных учёных привлекают стихотворения Иосифа Джугашвили, созданные им в 1895—1896 года и опубликованные в грузинской прессе этих лет для анализа взглядов юного Сталина на религию. Так, Профессор Оксфордского университета Рональд Фрэнсис Хингли в книге «Сталин: Человек и Легенда» (1974) писал, что, если приписываемые Сталину стихотворения действительно принадлежат ему, то они выдают «сентиментальность, которая редко присутствует где-либо ещё в его суровой карьере». Также в них присутствуют отдельные призывы к Всевышнему, что предполагает его верность идеологии, от которой он впоследствии отрёкся или даже никогда не принимал.
Старший научный сотрудник Института российской истории РАН, кандидат исторических наук Игорь Курляндский, основываясь на архивных данных (РГАСПИ. Ф. 558. Оп. 4. Д. 665. Л. 17), в монографии «Сталин, власть, религия (религиозный и церковный факторы во внутренней политике советского государства 1922—1953 гг.)» (2011) приписывает юному Иосифу Джугашвили ещё одно стихотворение, сохранившееся только в рукописи, поэтому проигнорированное другими исследователями. Оно написано, по словам автора монографии, во время проживания в Гори. Это — четверостишие под названием «Коле Кавсадзе». В нём, по мнению Курляндского, звучит «уникальный для Иосифа мотив церковного заступничества». Упоминаемая в тексте стихотворения «Гардживари» — церковь вблизи родного города Джугашвили Гори.

## Свидетельства расположения Сталина к христианской церкви
Публицист Р. А. Медведев приводит высказывание Сталина об антирелигиозной литературе как о «макулатуре». В то же время и Ленин, как рассказывала Н. К. Крупская, неоднократно говорил ей о вреде «поверхностной, наскокистой антирелигиозной пропаганды».
Со ссылкой на решения XII съезда РКП(б), Сталин издал 16 августа 1923 года циркулярное письмо № 30 «Об отношении к религиозным организациям» всем губернским комитетам РКП(б) с требованием запретить закрытие церквей «по мотивам неисполнения административных распоряжений о регистрации», а также за неуплату налогов, аресты «религиозного характера», если они не имеют связи с контрреволюционными деяниями. В циркуляре имели место предостережения от гонений на верующих, поскольку «гонения только укрепляют религиозные предрассудки». 14 ноября 1936 года постановлением Комитета по делам искусств за глумление над Крещением Руси была запрещена пьеса Демьяна Бедного «Богатыри», поставленная в московском Камерном театре режиссёром Александром Таировым. В пьесе былинные богатыри выступали в роли жандармской охранки; Владимир Святой к концу спектакля принимал образ царя-держиморды. О том, что эта пьеса была запрещена не без указания Сталина, свидетельствует тот факт, что за несколько лет до этого (12 декабря 1930) в письме Демьяну Бедному Сталин подверг критике его уничижительные высказывания о русском народе. Сталин обращал внимание на то, что Бедный фактически изображает Россию как «сосуд мерзости и запустения», представляет «лень и стремление сидеть на печке, как национальную черту русских». Сталин назвал подобные высказывания Демьяна Бедного «клеветой на наш народ».

## Свидетельства неприятия и противления религии
Существует расхожее мнение о том, что Сталин якобы воздерживался от негативных высказываний по религиозному вопросу. Известный историк Игорь Курляндский в своей книге «Сталин, власть, религия» приводит ряд таких высказываний. Некоторые из них (в сильно отредактированном виде) попали в газеты и в собрание сочинений Сталина, другие — нет (Курляндский приводит их тексты из неправленных стенограмм). Так, например, на встрече с рабселькорами 4 декабря 1928 года (стенограмма не публиковалась) Сталин выражал своё восхищение проведенной в 1922 году кампанией по изъятию ценностей у церкви в связи с голодом и умелым сталкиванием церкви и голодающих:
«Нам удалось противопоставить религиозным стремлениям попов нужды рабочего населения. Вот имеются драгоценности в церкви, нужно их изъять, продать и купить хлеба. Чувства голода, интересы голода противопоставили религиозным стремлениям попов. Это была ловкая постановка вопроса. Это не против по теоретическим соображениям на попов пошли, а на основе голода, недорода, неурожая в стране. Драгоценности в церкви, дайте их, накормим людей, и против этого крыть нечем, возражать нечего, даже самому верующему человеку, — голод».
С другой стороны, 15 мая 1932 года в СССР была объявлена кампания, официальной целью которой провозглашалось полное искоренение религии в стране к 1 мая 1937 года. К 1939 году количество храмов, продолжающих функционировать в СССР, сократилось до нескольких сотен, а епархиальные структуры были полностью уничтожены. В ходе Большого террора с личной санкции Сталина был расстрелян архиепископ Питирим (Крылов) 

## Переход к «новому курсу» по отношению к религии
В выступлении по радио 3 июля 1941 года
в связи с началом Великой Отечественной войны Сталин, помимо обращений «Товарищи»,  «Граждане» использовал обращение «Братья и сёстры», в чём кто-то[кто?] усматривает религиозный подтекст.
Военная ситуация подтолкнула советскую власть к изменению религиозной политики: с одной стороны, нужно было что-то противопоставить немецкой пропаганде, направленной на верующих, и активному открытию храмов (не только православных) на оккупированных территориях, с другой — патриотическая позиция практических всех религиозных объединений на контролируемой советскими властями территории позволяла последним рассчитывать на материальную и политическую поддержку со стороны первых (что впоследствии оправдалось), с третьей — оказавшись в неожиданной коалиции с западными союзниками, СССР больше не мог полностью игнорировать озабоченность западных демократий насчёт прав верующих в СССР.
В октябре 1941 года Патриархии и иным религиозным центрам было предписано централизованно покинуть Москву. 
В феврале 1942 Патриархия смогла возобновить издательскую деятельность, а в пасхальную ночь того же года (как и последующих военных годов) в нескольких крупных городах, включая Москву и Ленинград, было разрешено проведение крестных ходов, для чего были отменены комендантские часы.
В годы войны Сталин регулярно отвечал на телеграммы религиозных деятелей разных конфессий, рапортовавших ему о пожертвованиях в Фонд обороны. Эти телеграммы широко публиковались в газетах. Всего за годы войны православными верующими и духовенством было собрано для Фонда обороны более 300 млн рублей, не считая пожертвованных материальных ценностей.
К началу освобождения Украины в январе 1943 года, на территории которой в годы оккупации произошло бурное религиозное возрождение, по вышеупомянутым причинам сложились обстоятельства для начала легализации РПЦ. 5 января митрополит Сергий в телеграмме попросил Сталина открыть Патриархии банковский счёт для централизованного внесения собранных средств, на что тот согласился. Таким образом процесс легализации был запущен.
Начиная с весны 1943 года в руководстве страны обсуждались варианты проведения нового курса в религиозной политике, руководство процессом предполагалось поручить органам госбезопасности, но открытый контроль ГБ за церковью сильно ударил бы по репутации советского правительства, поэтому было решено учредить формально самостоятельный орган при Совнаркоме.
Параллельно в то же время Наркоматом госбезопасности готовилась встреча Сталина с руководством Московской Патриархии, в ходе которой он мог бы продемонстрировать «заботу о верующих и духовенстве». Она состоялась 4 сентября 1943 года, подробнее см. ниже.
В итоге «перемены курса» за пять последующих лет (1944—1948) на территории СССР, где к началу Второй мировой войны оставалось, по разным данным, от 150 до 400 действующих приходов, были открыты сотни храмов и даже один монастырь — Троице-Сергиева лавра. Были зарегистрированы как «фактически действующие» и тысячи храмов, открытых самими верующими на оккупированных территориях; количество православных общин (включая «воссоединившиеся» униатские) дошло, по некоторым сведениям, до 22 тысяч. Подавляющая часть находившегося в лагерях духовенства была освобождена из заключения. Прекратились прямые гонения на верующих со стороны «Союза воинствующих безбожников».
Государство фактически прекратило поддержку обновленческих структур, которые к 1946 году полностью ликвидировались.
Но с осени 1948 года, после проведения в Москве Совещания глав и представителей православных Церквей, итоги которого были разочаровывающими с точки зрения продвижения внешнеполитических интересов Кремля, прежняя репрессивная политика была в значительной мере возобновлена.

### Встречи Сталина с высшими религиозными деятелями
Согласно записке офицера НКГБ Г. Г. Карпова, 4 сентября 1943 года Сталин (присутствовали также Карпов и В. М. Молотов) принял митрополитов Сергия (Страгородского), Алексия (Симанского) и Николая (Ярушевича); в ходе беседы было принято решение об избрании Патриарха, открытии духовных учебных заведений; согласовано решение о создании органа для взаимодействия РПЦ с правительством — Совета по делам Русской православной церкви при СНК. В ответ на поднятую митрополитом Сергием тему о преследовании духовенства, о необходимости увеличения числа приходов, об освобождении архиереев и священников, находившихся в ссылках, тюрьмах, лагерях и о предоставлении возможности беспрепятственного совершения богослужений, свободного передвижения по стране и прописки в городах — Сталин тут же дал поручения «изучить вопрос». Он, в свою очередь, предложил Сергию подготовить списки священников, находящихся в заточении. 27 октября 1943 года Патриарх Сергий представил список из 26 имён (24 епископа, 1 архимандрит и 1 протоиерей). Из этого списка лишь один священнослужитель не был расстрелян — епископ Николай (Могилевский), но и он ещё более полутора лет оставался в заключении. В качестве резиденции Патриарху было предоставлено здание бывшей резиденции послов Германии в СССР (Чистый переулок, д. 5).
10 апреля 1945 года Сталин принял новоизбранного Патриарха Алексия, митрополита Николая и протопресвитера Николая Колчицкого[уточнить]. На ней шла речь прежде всего о задачах Патриархии в области международных отношений (запись беседы остаётся неопубликованной).
19 апреля 1945 года состоялся приём Сталиным Генерального викария Эчмиадзинского Католикосата митрополита Геворга (Чеорекчяна). Сталин дал поручение оказать необходимую помощь Эчмиадзину в проведении церковного Собора; на письменное Обращение, которое включало в себя просьбы о возвращении верующим церковных зданий, имущества, реликвий, разрешении выезда церковных делегаций за границу и открытии банковского счета наложил резолюцию в одно слово: «Согласен».

## О возможной религиозности Сталина
Существует множество мифических сказаний о якобы имевшем место прибегании Сталина к молитвенной помощи Церкви во время войны, но никаких серьёзных документов, которые бы подтверждали это, нет. В статье православного историка Сергея Фомина «Война, Церковь, Сталин и митрополит Илия» по этой теме содержатся, в числе прочего, следующие сведения: 
Наконец, есть известие, что зимой 1941 г. «изрядно смутившийся Сталин [...] призвал к себе в Кремль духовенство для молебна о даровании победы; тогда же, продолжает легенда, чудотворная Тихвинская икона Богоматери из Тихвинской в Алексеевском церкви была на самолете обнесена кругом Москвы и Москву от врага спасла. А 9 декабря после первого успешного контрнаступления, предшествовавшего московскому, был освобожден г. Тихвин».
 (в этом же источнике говорится также о том, что «в 1942-м самолёт с Казанской иконой Пресвятой Богородицы облетел Сталинград — факт, который подтвердил в беседе с писателем Юрием Бондаревым маршал Г. К. Жуков»). Авторы фильма «История России. XX век» упоминают также блокадный Ленинград: «Молебны были. Это зафиксировано. Был и облёт Сталинграда с Казанской иконой. Это также подтверждено. И это позволяет обоснованно предположить, что воздушные крестные ходы также состоялись и в Ленинграде, и в Москве». Однако конкретных ссылок на источники, свидетельства очевидцев или архивы, подтверждающие их версию, они не дают.
Изменение политики в отношении РПЦ вызывает многочисленные споры в среде исследователей. Высказываются версии от преднамеренного использования Сталиным церковных кругов для подчинения себе народа, до мнений, что Сталин оставался тайно верующим человеком. Последнее мнение содержится в рассказе Артёма Сергеева, воспитывавшегося в доме Сталина. Также, по воспоминаниям телохранителя Сталина Юрия Соловьёва, Сталин молился в церкви в Кремле, которая находилась по пути в кинозал. Сам Юрий Соловьёв оставался вне церкви, но мог видеть Сталина через окно. По свидетельству внука Сталина А. В. Бурдонского, Сталин исповедовался. «Священника трясли при Хрущёве со страшной силой, но он ничего не сказал», — утверждает Бурдонский. В некоторых источниках православно-монархического толка называется и имя священнослужителя, по легенде, исповедовавшего Сталина, — митрополит Николай (Ярушевич). Православная газета «Вечный зов» приводит свидетельство бывшего секретаря Боржомского райкома партии Д. Ломошвили, который сообщил о разговоре Сталина с матерью, в котором он по её требованию поклялся в том, что «не убивал царя» и перекрестился.
По мнению многих исследователей, реальная подоплёка временного изменения репрессивной политики в отношении Церкви объяснялась соображениями преимущественно внешнеполитической целесообразности. (См. статью История Русской Церкви)